# Psiphon
Psiphon ist eine freie Software zur Umgehung von Internet-Zensur mittels sogenannter Sozialer Netzwerke (social networks). Es handelt sich um ein Projekt der Universität Toronto, Kanada, unter der Leitung von Professor Ronald Deibert, Direktor des Citizen Lab. Damit soll Internetbenutzern die Umgehung von verschiedenen Zensur- bzw. Inhaltsfiltersystemen ermöglicht werden.
Citizen Lab setzt auf „vertrauenswürdige“ Kontakte und hofft, dafür möglichst viele Nutzer gewinnen zu können. Im Gegensatz zu öffentlich erreichbaren IP-Adressen von Großservern, die relativ einfach zu sperren sind, fungieren die Psiphon-Rechner privater Nutzer als unabhängige Zugangspunkte, deren IP-Adresse nur einem kleinen Kreis bekannt ist. Über diesen Umweg erschließen sich die Nutzer in den von Inhaltssperren betroffenen Ländern den unzensierten Zugang zum Internet. Die dabei abgerufenen Daten werden verschlüsselt übertragen, wobei der Datenverkehr z. B. über internationale Netzwerke für Finanztransaktionen laufen soll. Es dürfte somit der staatlichen Zensur schwerfallen, die betreffenden Daten aus diesem Datenverkehr herauszufiltern.
Als zensurfreie Proxyportale fungieren dabei die Rechner von Anwendern, die ihre Geräte dafür zur Verfügung stellen. Der Psiphon-Nutzer in einem von Zensur betroffenen Umfeld muss sich letztlich nur mit einem Psiphon-Nutzer in einem freien Land verbinden, um ungehinderten Zugang zum Internet zu bekommen.
Seit dem 1. Dezember 2006 kann die (nur für die freiwilligen Anbieter notwendige) Software heruntergeladen werden. Sie wurde unter der GNU General Public License (GPL) veröffentlicht.
Psiphon ist Teil des CiviSec Projekts am Munk Centre for International Studies an der Universität Toronto. Es wird unter anderem vom Open Society Institute unterstützt. Auf dem 35C3-Kongress in Leipzig gab es einen rund einstündigen Übersichtsvortrag von einem der Entwickler unter dem Titel Cat and Mouse: Evading the Censors in 2018.